# Criminal Minds: Suspect Behavior
Criminal Minds: Suspect Behavior is een Amerikaanse politieserie die op CBS wordt uitgezonden. De serie is op 16 februari 2011 in première gegaan als een spin-off van het succesvolle Criminal Minds, dat sinds 2005 loopt op dezelfde zender. De serie speelt zich ook af bij de Federal Bureau of Investigation's Behavioral Analysis Unit (BAU) in Quantico, Virginia. In een aflevering van Criminal Minds uit april 2010 maakte het oorspronkelijke team kennis met het nieuwe om samen een seriemoordenaar uit San Francisco te vinden (pilotaflevering).
Op 17 mei 2011 maakte CBS bekend dat er geen tweede seizoen komt.

## Personages
| FBI Directeur                 | BAU Team leider              | Supervisory Special Agent | Supervisory Special Agent   | Supervisory Special Agent                | Supervisory Special Agent        | Technicus                           |
| ----------------------------- | ---------------------------- | ------------------------- | --------------------------- | ---------------------------------------- | -------------------------------- | ----------------------------------- |
| Jack Fickler (Richard Schiff) | Sam Cooper (Forest Whitaker) | Mick Rawson (Matt Ryan)   | Gina LaSalle (Beau Garrett) | Jonathan "Prophet" Simms (Michael Kelly) | Beth Griffith (Janeane Garofalo) | Penelope Garcia (Kirsten Vangsness) |